# Eric Blandin
Eric Blandin es un aerodinámico francés que actualmente es el director técnico adjunto del equipo Aston Martin en Fórmula 1.

## Carrera
En 1998, después de terminar su maestría en mecánica de fluidos en la Universidad Pierre y Marie Curie, Blandin comenzó su carrera como aerodinámico en Fondmetal Technologies, trabajando en la producción de túneles de viento. En 2002, se trasladó al equipo Jaguar de Fórmula 1, trabajando en el campo de la aerodinámica. Permaneció en el equipo con sede en Milton Keynes hasta su transformación en Red Bull Racing, convirtiéndose en líder del equipo en el campo de la aerodinámica antes de su marcha a finales de 2009. Durante ese período, trabajó junto a Dan Fallows.
En enero de 2010, Blandin pasó 14 meses como jefe de aerodinámica de Ferrari antes de pasar a Mercedes como ingeniero principal de aerodinámica al año siguiente. En 2017 fue ascendido al puesto de jefe de aerodinámica.
El 24 de noviembre de 2021 se anunció que Blandin dejaría Mercedes para unirse al equipo Aston Martin a principios de 2022. El equipo no especificó qué rol desempeñará. Sin embargo, más tarde se reveló que Blandin no trabajará realmente en Aston Martin hasta octubre de 2022, después de un período de ausencia de todos los asuntos relacionados con Mercedes.